# Linha da Värmland
A Linha da Värmland (Värmlandsbanan) é uma via férrea que liga Laxå, na província de Närke, a Charlottenberg, na província da Värmland, com passagem pelas cidades de Degerfors, Kristinehamn, Karlstad, Kil e Arvika, para depois entrar na Noruega e ir até até à capital Oslo.

Tem uma extensão de 208 km, parcialmente em via dupla, e está completamente eletrificada.

## Itinerário
A linha atravessa as cidades:

- Laxå
- Degerfors
- Kristinehamn
- Karlstad
- Kil
- Arvika
- Charlottenberg

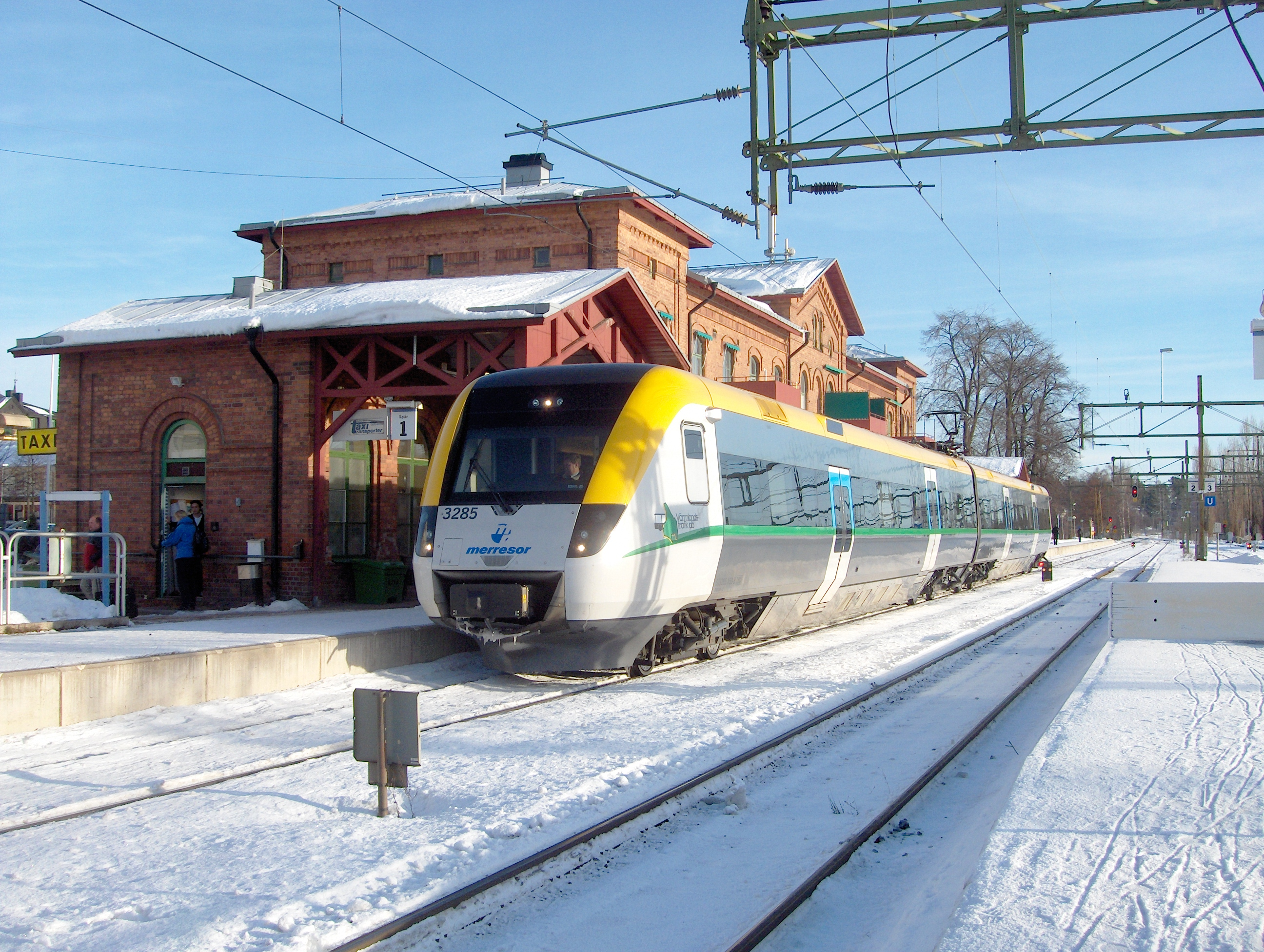
A estação de Arvika
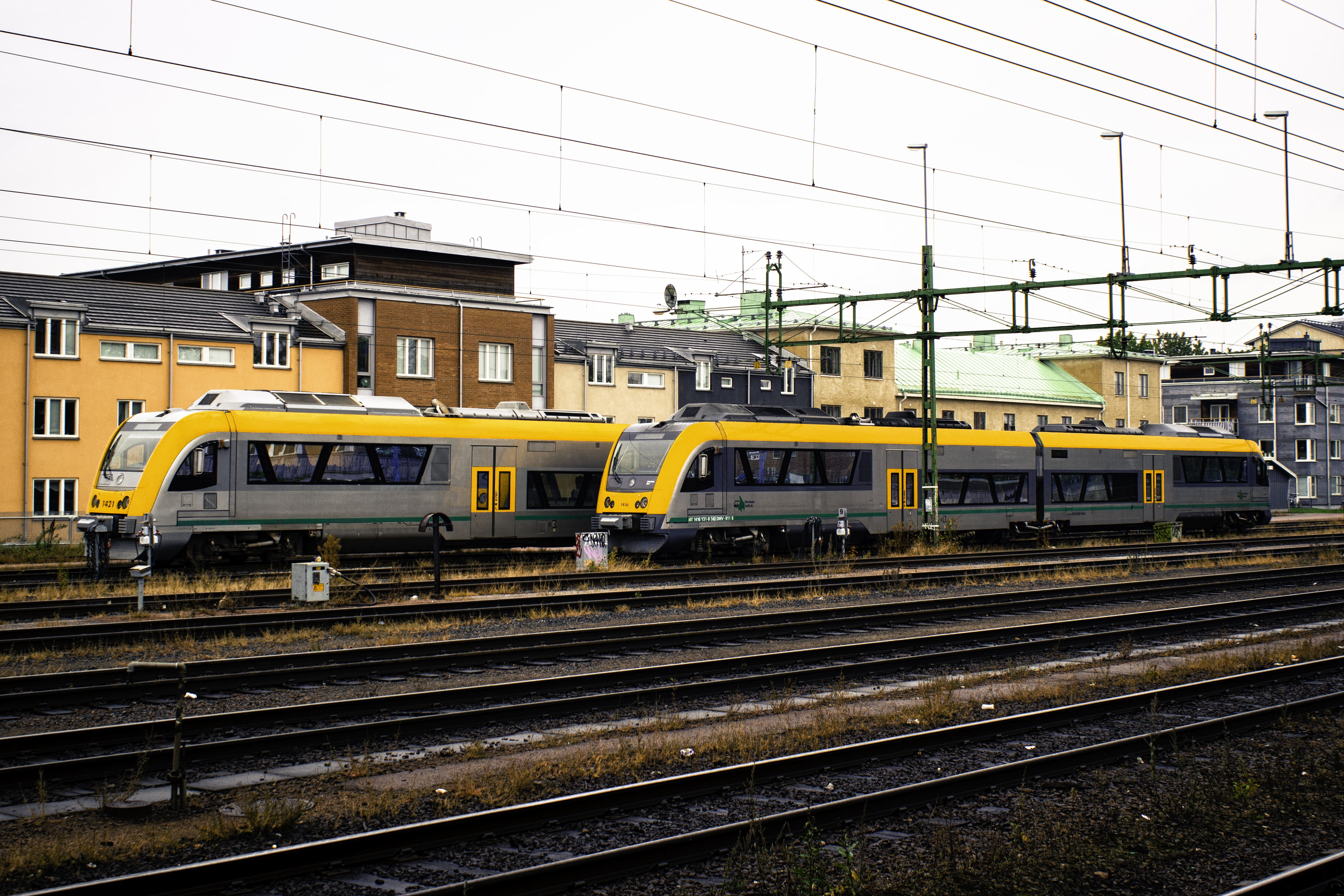
Tráfego ferroviário em Karlstad